# 亞洲LGB人物列表
這是一份亞洲LGB人物列表清單，以現代人物為主，跨性別人物請見跨性別人物列表，歷史人物請見LGBT歷史人物列表。

## 東亞

### 臺灣

#### 臺灣原住民
- 瑪達拉·達努巴克 Danubak Matalaq（1973/1974–），排灣族，教師。[1]
- 思絳·拉薩那凡（1991/1992–），排灣族，舞者。[2]

#### 漢族
- 白先勇（1937－），作家（廣西人，1952年來台）。[3]
- 蔡康永（1962－），主持人、作家。[4]
- 蔡明亮（1957－），馬來西亞裔獨立電影工作者、導演。[5]
- 曹雅雯（1986－），歌手。[6]
- 陳純甄（1975－），運動員，花式撞球選手。[7]
- 陳芳語（1994－），歌手。[6]
- 陳鴻（1966－），主持人。[8]
- 陳建騏（1973－），音樂製作人、鍵盤手、音樂總監。[9]
- 陳俊志（1967－2018），導演、社運人士。[10]
- 陳克華（1961－）， 醫師、詩人、作家。[11]
- 陳思宏（1976－），作家、譯者。[12]
- 陳雪（1970－），小說家。[13]
- 陳鎮川（1972－），作詞人、經紀人。[14]
- 馮馮（1935－2007），作家（壯族，廣東人，1949年來台）。[15]
- 郭強生（1964－），作家、文學評論家、英美文學學者。[16]
- 洪麗芬（1956－），服裝設計師。[17]
- 洪偉明（1951－），企業家、經紀人。[18]
- 黃捷（1993－），政治人物（民主進步黨籍，前時代力量）。[19]
- 黃士偉（1968－）， 相聲藝人、演員。[20]
- 黃挺瑋（1996－），YouTuber（黃氏兄弟）。[21]
- HUSH（1985－）， 歌手。[22]
- 紀大偉（1972－），小說家、學者。[23]
- 蔣勳（1947－），作家（陝西人，1950年來台）。[24]
- 賈培德（1977－），配音員、主持人。[25]
- 簡莉穎（1984－），劇作家。[26]
- 江俊翰（1971－），歌手、演員、主持人。[27]
- 景翔（1941－2020），影評人、譯者（江西人，1948年來台），本名華景疆。[28]
- 冏冏子（1986－），YouTuber。[29]
- 賴晏駒（1992－），舞者、主持人、藝人。[30]
- 李琴峰（1989－），小說家、翻譯家。[31]
- 李德筠（1985－），歌手。[32]
- 李屏瑤（1984－），小說家、劇作家。[33]
- 李幼鸚鵡鵪鶉小白文鳥（1951－），影評人，本名李幼新。[34]
- 梁益誌（1982－），社運人士、遺傳諮詢師。[35]
- 林辰唏（1990－），演員、模特。[36]
- 林冠華（1995－2015），學生、社運人士。[37]
- 林東進（1991－），網路紅人。[38]
- 林懷民（1947－），舞者。[39]
- 林葉青（1979－2011），詩人、作家。[40]
- 林穎孟（1983－），政治人物（無黨籍，前時代力量）。[41]
- 羅毓嘉（1985－），詩人、記者。[42]
- 苗博雅（1987－），政治人物（社會民主黨）。[41]
- 聶永真（1977－），平面設計師。[43]
- 李冠毅（1970－），時尚設計師、企業家。[44]
- 歐陽靖（1983－），模特、演員。[45]
- 潘美辰（1969－），歌手。[46]
- 祁家威（1958－），社運人士。[47]
- 邱建豪（1995－），歌手。[48]
- 邱妙津（1969－1995），小說家。[49]
- 任祐成（1993－），演員。[50]
- 宋光泰（1946－2023），作家，筆名光泰。[51]
- 唐聖捷（1989－），運動員、政治人物（時代力量）。[52]
- 田啟元（1964－1996），劇團導演、編劇、帕斯堤（英语：HIV-positive people）。[53]
- 翁瑞迪（1982－），演員、主持人、編劇，藝名阿本，模范棒棒堂成員。[54]
- 吳季剛（1982－），服裝設計師（移民加拿大）。[55]
- 吳沛憶（1987－），政治人物（民主進步黨）。[56]
- 席德進（1923－1981），畫家（四川人，1948年來台）。[57]
- 許家蓓（1977－2024），政治人物（民主進步黨）。[56]
- 許佑生（1961－），作家、編輯、社運人士。[58]
- 炎亞綸（1985－），歌手、演員。[59]
- 楊惠南（1943－），學者、詩人、作家。[60]
- 易智言（1959－），導演。[61]
- 余炳賢（1975－2012），主持人、搞笑藝人。[62]
- 余佩真（1988－），演員、歌手。[63]
- 張亞輝（1966－2015），身心靈工作者、帕斯堤（英语：HIV-positive people）。[64]
- 鄭靚歆（1995－），演員。[65]
- 鄭宜農（1987－），演員、歌手。[66]
- 鍾明軒（1999－），YouTuber。[67]
- 周龍章 Alan Chow（1952－），京劇演員、舞者（上海人，1958年來台。70年代移民至美國）。[68]
- 周美玲（1969－），導演。[69]
- 鄒宗翰（1984－），主持人、記者。[70]

### 香港
- 白雪仙（1928-），粵劇演員。[71]
- 岑子（1987－），政治人物（社會民主連線）、社運人士。[72]
- 陳志全（1972－），政治人物（人民力量）、主持人。[73]
- 鄧達智（1958－），服裝設計師、主持人。[74]
- 鄧小宇（1951－），演員、作家。[75]
- 關錦鵬（1957－），導演。[76]
- 關菊英（1958－），演員、歌手。[77]
- 何韻詩（1977－），歌手、演員。[78]
- 洪朝豐（1960－），主持人。[79]
- 洪榮（1977－），導演。[80]
- 黄耀明（1962－），歌手、演員。[81]
- 黃裕邦（1979－）， 詩人。[82]
- 金燕玲（1954－），演員。[83]
- 李孟熙（1971－），導演、編劇。[84]
- 李志超（1958－2014），攝影師、作家。[85]
- 梁祖堯（1976－），演員、導演、廚師。[86]
- 梁兆輝（1964－），主持人。[87]
- 梁梓禧（1972－），主持人、演員。[88]
- 林邁克（1953－），作家、藝評人。[89]
- 黎明詩（1965－2024），歌手、演員。[90]
- 林一峰（1976－），歌手。[91]
- 林奕華（1959－），編劇、作家、導演。[92]
- 林夕（1961–），填詞人、作家。[93][94]
- 盧凱彤（1986－2018），歌手。[95]
- 任劍輝（1913-1989），粵劇演員。[71]
- 王賢誌（1970－），演員、主持人。[96]
- 吳彤（1976－），歌手、主持人。[97]
- 小明雄（1954－?），記者，著《中國同性愛史錄》。[98]
- 顏福偉（1962－），企業家，香港望族顏玉瑩家族之後。[99]
- 俞琤（1954－），主持人、企業家。[100]
- 雲翔（1967－），導演、編劇。[101]
- 張國榮（1956－2003），歌手、演員。[102]
- 張錦雄（1975－），NGO工作者、帕斯堤（英语：HIV-positive people）。[103]
- 趙式芝（1981－），企業家，船王趙從衍孫女。[104]
- 中出羊子（1991－），政治人物（香港城邦皇室）、社運人士。[105]
- 卓韻芝（1979－），導演、主持人、演員。[106]

### 澳門
- 小肥（1976－）， 歌手、演員。[107]
- 小瑜 Alpeo（1995–），歌手。[108]
- 周庭希（1986–），社運人士。[109]

### 中国大陆
- 程青松（1968–），導演、編劇。[110]
- 陳霆（1968–），維基媒體理事會第四任主席（移居德國）。[111]
- 崔子恩（1958–），導演、小說家、學者。[112]
- 范坡坡（1985–），導演。[113]
- 樊野（1985–），模特。[114]
- 高娅媛（1982–），歌手。[115]
- 郭沫若（1892–1978），學者、作家。[116]
- 凌絕頂（1980/1981–），企業家，同志社群網站飛讚網創辦人和CEO。[117]
- 馬保力（1977–），企業家，同志交友App「Blued」創辦人和CEO。[118][119]
- 木易安刁 Muyi Andiao（1985/1986–），回族，新疆喀什人，模特、NGO工作者。[120][121]
- 南康（1980–2008），網路作家。[122]
- 时佩璞（1938–2009），京劇演員、間諜，移民法國，電影《蝴蝶君》之原型。[123]
- 李影（1993–），女子足球運動員。[124]
- 孫文靜（1994–），女子排球運動員。[125]
- 楊繹亮（1991–），畫家。[126]
- 陳想起（1976–），女同志網站創辦人。[127]

### 海外華人
- 黃慧文 Kristyn Wong-Tam（1971–），加拿大華裔，政治人物（安大略新民主黨）。[128]
- 黃峻豪（英语：Tobi Wong） Tobi Wong（1974–2010），加拿大華裔，藝術家。[129]
- 黃榮亮 B. D. Wong（1960–），美國華裔，演員。[130]
- 黃英賢 Penny Wong（1968–），澳洲籍大馬華人，政治人物（澳洲工黨）。[131]
- 梁厚泰（英语：Telly Leung） Telly Leung（1980–），美國華裔，音樂劇演員。[132]
- 羅達倫 Evan Low（1983–），美國華裔，政治人物（民主黨）。[133]
- 歐陽文風 O. Young Wen Feng（1970–），美國籍大馬華人，牧師（紐約大都會社區教會（英语：Metropolitan Community Church））、社會學教授。[134]
- 麝明 Musk Ming（1979–），德國華裔，畫家、歌手。[135]
- 沈之鈞（英语：Jeff Sheng） Jeff Sheng（1980–），美國華裔，攝影師。[136]
- 曾奕田 Arthur Dong（1953–），美國華裔，導演。[137]
- 鄭伯昱（英语：Barney Cheng） Barney Cheng（1971–），美國華裔，導演、演員。[138]

### 韓國
- 車海榮（朝鲜语：차해영） Cha hae-yeong（1986–），政治人物（共同民主黨）。[139]
- 傑克·崔 Jake Choi（1992–）美國韓裔，演員。[140]
- 高太燮（英语：Holland (singer)） Go Tae-seob （1996–），韓國流行音樂歌手。[141]
- 洪錫天 Hong Seok-cheon（1971–），藝人、餐館老闆。[142]
- 張英進(音譯) Jang Yeong-jin （1957/1958–），脫北者。[143][144]
- 金趙光秀 Kim Jho Gwangsoo（1965–），導演、監製。[145]
- 李宋喜一（英语：Leesong Hee-il） Leesong Hee-il（1971–），導演。[146]
- 尹賢碩 Yun Hyon-seok （1984–2003），作家、社運人士。[147]

### 日本
- 宇多田光 Utada Hikaru（1983–），創作歌手、音樂製作人。[148]
- 葛瑞格·荒木 Gregg Araki（1959–），美國日裔，導演。[149]
- 與真司郎 Atae Shinjiro（1988–），歌手、演員。[150]
- 藤原夏姬 Fujiwara Natsuki （1986–），模特。[151]
- 橋口亮輔 Hashiguchi Ryosuke（1962–），導演、編劇。[152]
- 石川大我（日语：石川大我） Ishikawa Taiga（1974–），政治人物(立憲民主黨)。[153]
- 兒雷也 Jiraiya（1967–），男色漫畫家。[154]
- 尾辻加奈子 Kanako Otsuji（1974–），政治人物(立憲民主黨)。[155]
- 閑院宮春仁王 Kan'in Haruhito（1902–1988），皇族（閑院宮）。[156]
- 川端康成 Kawabata Yasunari（1899–1972），小說家。[157]
- 卡茲雷薩（英语：Kazlaser） Kazlaser（1984–），日本，搞笑藝人，本名金子和令。[158]
- 吉野賢治（英语：Kenji Yoshino） Yoshino Kenji（1969–），美國日裔，法律學者。[159]
- 前田健（日语：前田健 (タレント)） Maeda Ken（1971–2016），搞笑藝人。[160]
- 牧村朝子（日语：牧村朝子） Makimura Asako（1987– ），電視藝人。[161]
- 真崎航 Masaki Ko （1983–2013），GV男優。[162]
- 三島由紀夫 Mishima Yukio（1925–1970），小說家、演員。[163]
- 珍妮·清水（英语：Jenny Shimizu） Jenny Shimizu（1967–），美國日裔，模特。[164]
- 田龟源五郎 Tagame Gengoroh（1964–），男色漫畫家。[165]
- 高橋睦郎（英语：Takahashi Mutsuo） Takahashi Mutsuo（1937–），作家。 [166]
- 馬克·高野 Mark Allan Takano（1960–）， 美國日裔，政治人物（民主黨）。[167]
- 高岡智照（英语：Chishō Takaoka） Takaoka Chisho（1896–1995），藝伎。[168]
- 喬治·武井 George Takei（1937–），美國日裔，演員、配音員，和名武井穗鄉，飾演《星艦迷航記》的舵手蘇鲁光。[169]
- 快樂信吾 Tanoshingo（1979–），搞笑藝人、推拿師。[170]
- 德川家達 Tokugawa Iesato（1863–1940），日本貴族。[171]
- 矢頭保（英语：Tamotsu Yatō） Yato Tamotsu（1928–1973），男色攝影師。[172]
- 吉屋信子 Yoshiya Nobuko（1896–1973），小說家。[173]

## 東南亞
- 諾爾·亞魯米特（英语：Noel Alumit） Noel Alumit（1970–），美國籍菲律賓人，小說家、演員。[174]
- 阿皮瓦·阿皮瓦世里 Apiwat Apiwatsayree（1975–），泰國，演員、空少，演出泰劇醉後愛上你2，漢名湯百通，小名Porsche。[175][176][177]
- 昂妙敏 Aung Myo Min（1967/1968–），緬甸，社運人士，民族團結政府官員。[178]
- 保羅·貝勒斯特羅（英语：Paolo Ballesteros） Paolo Ballesteros（1982–），菲律賓，喜劇演員、演員、變裝皇后。[179]
- 馬克·巴帝斯塔（英语：Mark Bautista） Mark Bautista（1983–），菲律賓，歌手、演員、模特。[180]
- 格藍威·布司里（日语：コラウィット・ブーンスィ） Korawit Boonsri（1992–），泰國，演員、模特，小名Gun。[181]
- 賴拉·邦雅淑 Laila Boonyasak（1982–），泰國，演員、模特，小名Ploy。[182]
- 林諾·布洛卡 Lino Brocka（英语：Lino Brocka）（1939–1991），菲律賓，導演、編劇。[183]
- 昆汀·布洛卡（英语：Q. Allan Brocka） Quenton Allan Brocka（1972–），菲律賓，導演。[183]
- 克里斯多福·卡魯扎（英语：Christopher Caluza） Christopher Caluza（1990–），菲律賓/美國籍，菲律賓人，花式滑冰運動員。[184]
- 尼可洛·克斯姆 Niccolo Cosme（英语：Niccolo Cosme）（1980–），菲律賓，攝影師。[185]
- 托薩提·丹庫托 Tosatid Darnkhuntod（1989–），泰國，演員，演出泰劇曼谷愛情故事（英语：Bangkok Love Stories）、Gay OK Bangkok，小名Ten。[186][187]
- 馬希埃琳·迪達爾 Margielyn Didal（1999–），菲律賓，街頭滑板運動員。[188]
- 艾美寶 Mable Elmore（1969–），加拿大菲律賓及愛爾蘭裔，政治人物（新民主黨）。[189]
- 潔瑪·加蘭扎（英语：Jema Galanza） Jema Galanza（1996–），菲律賓，女子排球運動員。[190]
- 貝菈·加洛斯（英语：Bella Galhos） Bella Galhos（1972–），東帝汶，譯者、社運人士，東帝汶獨立運動參與者。[191]
- 雷蒙·古鐵雷斯（英语：Raymond Gutierrez） Raymond Gutierrez（1984–），美國籍菲律賓人，主持人。[192][193]
- 碧翠絲·戈梅茲（英语：Beatrice Gomez） Beatrice Luigi Gallarde Gomez（1984–），菲律賓，模特、NGO工作者，2021年環球小姐冠軍。[194]
- 胡永科 Hồ Vĩnh Khoa（1988–），越南，模特、演員。[195]
- 蘇帕西·宗澈瓦 Suppasit Jongcheveevat（1991–），泰國，演員、歌手，小名Mew。[196]
- 盧克西卡·康坎 Luksika Kumkhum（1993–），泰國，女子網球運動員。[197]
- 安德魯·林（英语：Andrew Lam） Andrew Lam（1964–），美國籍越南人，作家、記者，西貢陷落後隨家人移民美國，越南名林光勇（Lâm Quang Dũng），林光詩之子。[198]
- 約翰·林（英语：John Lam） John Lam（1984–），美國籍越南人，芭蕾舞者。[199]
- 胡恩·拉納（英语：Jun Lana） Jun Lana（1972–），菲律賓，編劇。[200]
- 梁世輝（英语：Lương Thế Huy） Lương Thế Huy（1988–），越南，社運人士。[201]
- 傑克·麥卡帕格爾（英语：Jake Macapagal） Jake Macapagal（1965/1966–），菲律賓，演員。[202]
- 伍提通·米林塔欽達 Woody Milintachinda（1976–），泰國，主持人、YouTuber。[203][204]
- 阮國寶（英语：Bao Nguyen (politician)） Bao Nguyen（1980–），美國籍越南人（泰國難民營出生），政治人物（民主黨），越南名Nguyễn Quốc Bảo。[205]
- 阮明秀（英语：Nguyễn Minh Tú） Nguyễn Minh Tú（1991–），越南，模特、演員。[206]
- 歐卡（英语：Okkar Min Maung） Okkar Min Maung（1985–），緬甸，歌手、演員。[207]
- 阿方索·A·奧索里歐（英语：Alfonso A. Ossorio） Alfonso A. Ossorio（1916–1990），美國籍菲律賓人，抽象表現主義畫家。[208]
- 陂諾皮帕·帕塔納汕他儂 Pronpiphat Pattanasettan（1996–），泰國，演員，漢名余宗翰，小名Plustor。[181][209]
- 内茜·佩特西奥 Nesthy Petecio（1992–），菲律賓，女子拳擊運動員。[210]
- 吳春妙 Ngô Xuân Diệu（1916–1985），越南，詩人，筆名春妙。[211][212]
- 伊希·波爾沃羅薩（英语：Ish Polvorosa） Ish Polvorosa（1997–）菲律賓，男子排球運動員。[213]
- 史蒂芬王子（英语：Prince Stefan (actor)） Prince Stefan（1989–），菲律賓，菲律賓與沙烏地阿拉伯裔，演員、喜劇演員，本名Stephan Andrei Anlocotan。[214]
- 拉玛六世 Rama VI（1880–1925），泰國，王室。[215]
- 克林特·拉莫斯（英语：Clint Ramos） Clint Ramos（1975–），美國籍菲律賓人，劇裝設計師、舞台設計師。[216]
- 約翰·拉斯帕多（英语：John Raspado） John Fernandez Raspado（1981–），菲律賓，企業家，2017年世界同志先生（英语：Mr Gay World）冠軍。[217]
- 邦薩克·拉塔納蓬（英语：Pongsak Rattanapong） Pongsak Rattanapong（1985–），泰國，華裔及泰族，歌手、演員，小名Aof。[218]
- 丹頓·雷莫托（英语：Danton Remoto） Danton Remoto（1963–），菲律賓，作家、社運人士。[219]
- 柯納德·里嘉摩拉 Conrad Wayne Ricamora（1979–），美國籍，菲律賓和歐洲裔，演員、舞台演員。[220]
- 布雷特曼·洛克（英语：Bretman Rock） Bretman Rock（1998–），美國籍菲律賓人，YouTuber、化妝師。[221]
- 文森特·羅德里奎三世（英语：Vincent Rodriguez III） Vincent Rodriguez III（1982–），美國籍菲律賓人，演員、舞台演員。[222]
- 亞非言 Alfian bin Sa'at（1977–），新加坡籍米南、爪哇和客家人族裔穆斯林，詩人、編劇。[223]
- 帕塔拉德奈·瑟蘇瓦（英语：K-Otic#Members） Pataradanai Setsuwan（1992–），泰國，演員、歌手，小名Koen。[181]
- 巴功·他那瓦凌猜 Pakorn Thanasrivanitchai（1992–），泰國，演員、模特，小名Tul，漢名吳旭東。[196]
- 威爾伯特·托倫蒂諾（英语：Wilbert Tolentino） Wilbert Tolentino（1975–），菲律賓，菲律賓裔和華裔，企業家、vlogger。[224]
- 尹珐·瓦拉哈 Engfa Waraha（1995–），泰國，歌手、模特，萬國小姐冠軍，小名Mook。[225]
- 阿比查邦·魏拉希沙可 Apichatpong Weerasethakul（1970–），泰國，導演、編劇。[226]
- 約翰馬爾·維拉盧納（英语：OhMyV33Nus） Johnmar Villaluna（1994–），菲律賓，電子競技無盡對決玩家，網路ID：OhMyV33Nus。[227]
- 王鷗行 Ocean Vuong（1988–），美國籍越南人，詩人、作家、小說家，本名王國榮（Vương Quốc Vinh）。[228]
- 武吉祥（英语：Vũ Cát Tường） Vũ Cát Tường（1992–），越南，歌手。[229][230]
- 提姆·葉（英语：Tim Yap） Tim Yap（1977–），菲律賓，菲律賓華人，主持人、企業家。[231]

### 新加坡華人
- 區偉鵬 Alex Au（1952–），社運人士，同志桑拿Rairua老闆。[232]
- 謝耀（英语：Chay Yew） Chay Yew（1965–），美國籍新加坡華人，編劇。[233]
- 魏铭耀（英语：Glen Goei） Glen Goei（1962–），導演、編劇。[234]
- 王愛仁（英语：Ivan Heng） Ivan Heng（1963–），演員，劇場藝術總監。[234]
- 李婉婷（英语：Amanda Lee Koe） Amanda Lee Koe（1988–），美國籍新加坡華人，小說家。[235]
- 李桓武 Huanwu Li（1986–），企業經理，新加坡開國總理李光耀孫子。[236]
- 黄毅聖（英语：Ng Yi Sheng） Ng Yi Sheng（1980–），詩人。[237]
- 羅子涵 Zihan Loo（1983–），演員、導演。[238]
- 陳敬音（英语：Kirsten Tan） Kirsten Tan（1981–），美國籍新加坡華人，導演、編劇。[235]
- 陳瑞琳 Marylyn Tan（1993–），詩人。[237]
- 黄益民（英语：Cyril Wong） Cyril Wong（1977–），詩人。[239]
- 黃漢明（英语：Ming Wong） Ming Wong（1971–），裝置藝術、行為藝術家。[240]

## 南亞
- 瓦希·阿里 Waheed Alli（英语：Waheed Alli, Baron Alli）（1964–），英國籍，加勒比地区印度裔，企業家、政治人物（英國工黨）。[241]
- 傑佛瑞·巴瓦 Geoffrey Bawa（1919–2003），斯里蘭卡，建築師。[242]
- 貝維斯·巴瓦（英语：Bevis Bawa） Bevis Bawa（1909–1992），斯里蘭卡，景觀設計師。[242]
- 納克夏特·巴格威 Nakshatra Bagwe（英语：Nakshatra Bagwe）（1990–），印度，演員、導演。[243]
- 卡蘭·布拉爾 Karan Brar（1999–），美國籍，印度裔，演員。[244]
- 杜蒂·強德 Dutee Chand（1996–），印度，女子短跑運動員。[245]
- 扎西·卻登（英语：Tashi Choden） Tashi Choden（1998–），不丹，模特、環球小姐。[246]
- 阿尼旭·加萬德 Anish Gawande（1996/1997–），印度，作家、譯者、社運人士、政治工作者（民族國大黨 – 沙拉德·帕瓦爾派（英语：Nationalist Congress Party – Sharadchandra Pawar））。[247]
- 曼文德拉·辛格·戈希爾（英语：Manvendra Singh Gohil） Manvendra Singh Gohil（1965–），印度，土邦王室。[248]
- 卡倫·喬哈爾 Karan Johar（1972–），印度，導演、演員。[249]
- 伊莎德·曼吉 Irshad Manji（1968–），加拿大籍（移民美國），烏干達印度人及埃及裔穆斯林，社運人士、記者。[250]
- 納吉絲·馬瓦爾瓦拉（英语：Nergis Mavalvala） Nergis Mavalvala（1968–），美國籍，巴基斯坦裔帕西人，天體物理學家。[251]
- 伊斯曼·墨詮 Ismail Merchant（1936–2005），英國籍，印度裔，導演。[252]
- 弗雷迪·默丘里 Freddie Mercury（1946–1991），英國籍，印度裔帕西人，歌手、帕斯堤（英语：HIV-positive people）。[253]
- 歐尼爾 Onir（英语：Onir）（1969–），印度籍，不丹孟加拉族，導演、編劇。[254]
- 桑尼爾·巴布·潘特 Sunil Babu Pant（英语：Sunil Babu Pant）（1972–），尼泊爾，政治人物（尼泊爾共產黨）、社運人士。[255]
- 凱爾·潘 Kal Penn（1977–），美國籍，印度裔 ，演員 。 [256]
- 斯里達爾·朗加安 Sridhar Rangayan（英语：Sridhar Rangayan）（1962–），印度，導演。[257]
- 悉亞姆·塞瓦德瑞 Shyam Selvadurai（英语：Shyam Selvadurai）（1965–），加拿大籍斯里蘭卡人，小說家。[258]
- 維克拉姆·塞斯 Vikram Seth（1952–），印度，詩人、小說家。[259]
- 帕維茲·沙瑪 Parvez Sharma（英语：Parvez Sharma）（1973–），印度，導演。[260]

## 中亞
- 達斯坦·卡斯瑪米托夫（英语：Dastan Kasmamytov） Dastan Kasmamytov（1991/1992–），吉爾吉斯，社運人士。[261]
- 內馬特·沙達特（英语：Nemat Sadat） Nemat Sadat（1979–），美國籍，阿富汗人，小說家、社運人士。[262]
- 卓力格·阿里瑪 Zorig Alimaa（1978/1979–），蒙古國，同志酒吧老闆。[263][264]

## 西亞

### 以色列
- 阿希·阿薩爾（英语：Assi Azar） Assi Azar（1979–），主持人、編劇。[265]
- 伊利亞德·科恩（英语：Eliad Cohen） Eliad Cohen（1988–），模特、演員、企業家。[266]
- 傑森·丹尼諾-霍爾特（英语：Jason Danino-Holt） Jason Danino-Holt（1987–），主持人。[267]
- 朗·丹克（英语：Ran Danker） Ran Danker（1984–），美國猶太人（移民以色列），演員、歌手、模特，本名Khalil Yosef Danker。[268]
- 烏茲·伊凡（英语：Uzi Even） Uzi Even（1940–），政治人物（梅雷兹党）、物理化學學者。[269]
- 伊藤·福克斯 Eytan Fox（1964–），導演、編劇。[270]
- 多爾·蓋茲（英语：Dor Guez） Dor Guez（1980–），巴勒斯坦基督徒和突尼西亞猶太人，攝影師、視覺藝術家。[271]
- 尼贊·霍洛維茲（英语：Nitzan Horowitz） Nitzan Horowitz（1965–），記者、政治人物（梅雷茲黨）。[272]
- 烏里·科基亞（英语：Uri Kokia） Uri Kokia（1981–），籃球運動員、籃球教練。[273]
- 尤瑞·勒海夫-荷扎努（英语：Yorai Lahav-Hertzanu） Yorai Lahav-Hertzanu（1988–），政治人物（擁有未來）。[274]
- 伊丹·馬塔龍（英语：Idan Matalon） Idan Matalon（1988–），Vlogger、記者、模特、企業家。[275]
- 以斯拉·納威（英语：Ezra Nawi） Ezra Nawi（1952–2021），水管工、社運人士。[276]
- 阿迪·内斯 Adi Nes（1966–），攝影師。[277]
- 阿米爾·歐納（英语：Amir Ohana） Amir Ohana（1976–），律師、政治人物（以色列聯合黨）。[278]
- 約塔木·歐托連基（英语：Yotam Ottolenghi） Yotam Ottolenghi（1968–），義大利和德裔猶太人（移民英國），廚師。 [279]
- 佩雷斯 拉斐爾（英语：Raphael Perez） Raphael Perez（1965–），畫家。[280]
- 亞伊爾·凱達爾（英语：Yair Qedar） Yair Qedar（1969–），記者、紀錄片導演。[281]
- 阿米特·拉哈夫（英语：Amit Rahav） Amit Rahav（1995–），演員。[282]
- 伊丹·羅爾（英语：Idan Roll） Idan Roll（1984–），模特、律師、政治人物（擁有未來）。[283][284]
- 伊齊克·施穆利（英语：Itzik Shmuli） Itzik Shmuli（1980–），政治人物（以色列工黨）、NGO工作者。[285]
- 喬爾·西姆凱（英语：Joel Simkhai） Joel Simkhai（1976–），美國籍以色列人，企業家，Grindr創辦人。[286]
- 哈蘭·史卡特（英语：Harel Skaat） Harel Skaat（1981–），歌手。[287]

### 阿拉伯世界
- 哈立德·阿布杜勒-哈迪（英语：Khalid Abdel-Hadi） Khalid Abdel-Hadi（1989–），約旦，模特、平面設計師，同志生活雜誌《My.Kali（英语：My.Kali）》創辦人。[288]
- 伊黛·阿德南 Etel Adnan（英语：Etel Adnan）（1925–2021），美國籍，黎巴嫩人，詩人、藝術家。[289]
- 查爾·阿里（英语：Zhiar Ali） Zhiar Ali（1999–），伊拉克籍（移居荷蘭），庫德族，社運人士、記者。[290]
- 費拉斯·阿爾蓋斯 Ferras Alqaisi（1982–），美國籍，約旦人，歌手。[291]
- 谷特拉格·阿塔曼 Kutluğ Ataman（英语：Kutluğ Ataman）（1961–），英國籍，土耳其人，導演。[292]
- 歐庫特·布尤科克坦（英语：Orkut Büyükkökten） Orkut Büyükkökten（1975– ），土耳其（移民美國），程式設計師，Orkut的開發者。[293]
- 坦那·錫蘭 Taner Ceylan（英语：Taner Ceylan）（1967–），德國籍，土耳其人，男色畫家。[294][295]
- 約翰·吉丁 John Gidding（英语：John Gidding）（1977–），美國籍，土耳其人，建築師、模特。[296]
- 埃布拉爾·卡拉庫爾特 Ebrar Karakurt（2000–），土耳其，排球運動員。[297]
- 米卡 Mika（1983–），英國籍，黎巴嫩人，歌手。[298]
- 納賽爾·穆罕默德（英语：Naser Mohamed） Naser Mohamed（1986/1987–），卡達（美國庇護），醫師。[299]
- 穆剌坦·穆甘（英语：Murathan Mungan） Murathan Mungan（1955–），土耳其，詩人、編劇。[300]
- 巴沙爾·穆拉德（英语：Bashar Murad） Bashar Murad（1993–），巴勒斯坦，歌手。[301]
- Subhi Nahas 蘇比·納哈斯（1987/1988–），敘利亞（美國庇護），難民、NGO工作者。[302][303][304]
- 佛迪·烏茲班（英语：Ferdi Özbeğen） Ferdi Özbeğen（1941–2013），土耳其，民謠歌手。[305][306]
- 佛森·烏茲派特 Ferzan Özpetek（英语：Ferzan Özpetek）（1959–），義大利籍，土耳其人，導演。[307]
- 阿薩姆·帕西 Arsham Parsi（英语：Arsham Parsi）（1981–），加拿大籍，伊朗人，難民、社運人士。[308]
- 卡繆·塞萊利 Kamal Al-Solaylee（英语：Kamal Al-Solaylee）（1964–），加拿大籍，葉門人，記者。[309]
- 薩米·塔米米（英语：Sami Tamimi） Sami Tamimi（1968–），巴勒斯坦（移民英國），廚師。[279]
- 東治 Tooji（英语：Tooji）（1987–），挪威籍，伊朗人，歌手、主持人。[310]
- 達林·贊雅 Darin Zanyar（1987–），瑞典籍，庫德裔，歌手。[311]